# La Baroche-sous-Lucé
La Baroche-sous-Lucé foi uma comuna francesa na região administrativa da Normandia, no departamento Orne. Estendia-se por uma área de 22 km². Em 2010 a comuna tinha 391 habitantes (densidade: 17,8 hab./km²).
Em 1 de janeiro de 2016, passou a formar parte da nova comuna de Juvigny Val d'Andaine.